# Nickelodeon Kids’ Choice Awards 2014

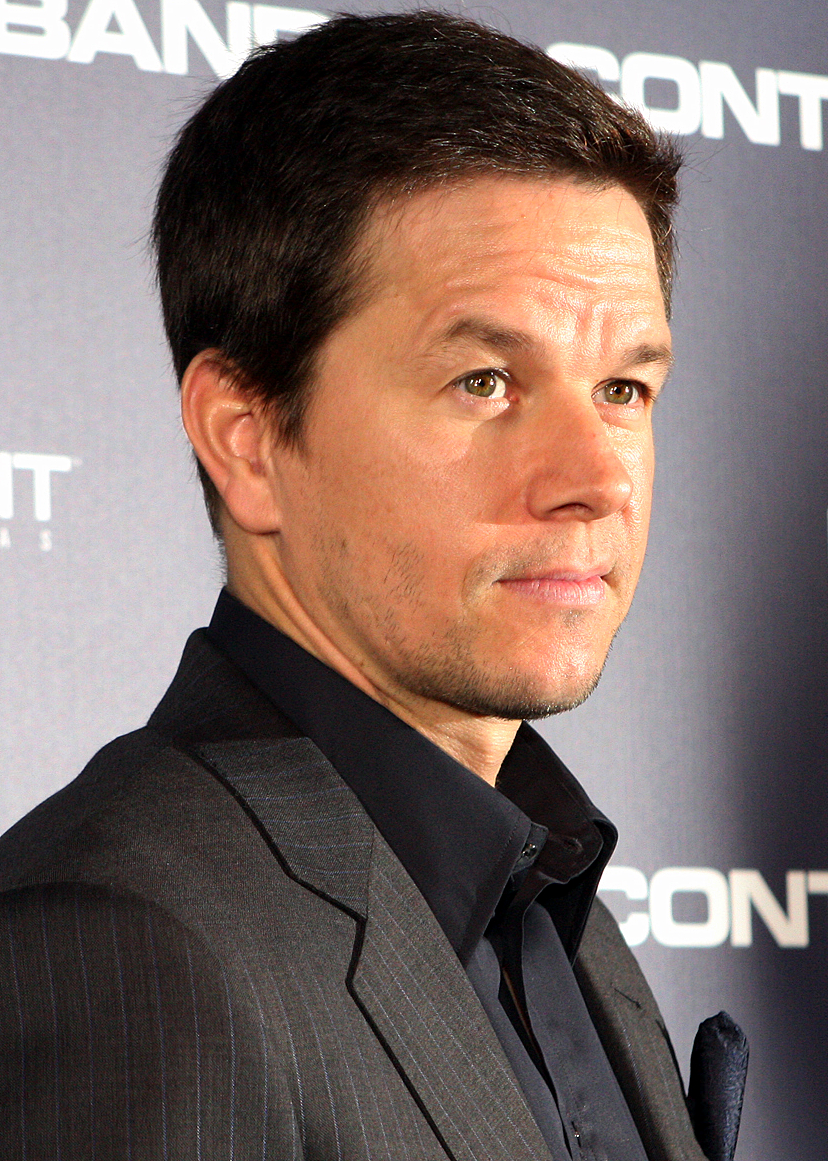
Moderator Mark Wahlberg

Die Nickelodeon Kids’ Choice Awards 2014 fanden am 29. März 2014 im Galen Center der University of Southern California in Los Angeles statt. Es war die 27. Verleihung der „Blimp“-Trophäen seit der ersten Verleihung unter dem Namen The Big Ballot im Jahr 1987. Moderiert wurde die Show von dem US-amerikanischen Schauspieler Mark Wahlberg. Die Vorberichte vom roten Teppich namens Orange Carpet (Pre-Show) wurden von Sydney Park moderiert. Im deutschsprachigen Raum wurde die Sendung einen Tag später bei Nickelodeon ausgestrahlt. Für Deutschland berichteten die beiden Moderatoren von Nickelodeon Alaaarm, Laura Garde und Sascha Quade.

## Live-Auftritte
- Todrick Hall, Austin Mahone & Cody Simpson – KCA 2014 Opening
- Aloe Blacc – Wake Me Up / The Man
- American Authors – Best Day of My Life

## Kategorien
Die Gewinner sind fett angegeben.

### Fernsehen
| Lieblings-TV-Serie - The Big Bang Theory - Meine Schwester Charlie - Jessie - Sam & Cat Lieblings-TV-Schauspielerin - Ariana Grande – Sam & Cat - Jennette McCurdy – Sam & Cat - Bridgit Mendler – Meine Schwester Charlie - Debby Ryan – Jessie Lieblings-TV-Schauspieler - Benjamin Flores, Jr. – Voll Vergeistert - Jack Griffo – Die Thundermans - Ross Lynch – Austin & Ally - Jake Short – A.N.T.: Achtung Natur-Talente | Lieblings-Cartoon - Adventure Time - Phineas und Ferb - SpongeBob Schwammkopf - Teenage Mutant Ninja Turtles Lieblings-Helferlein - Patrick Star – SpongeBob Schwammkopf - Perry, das Schnabeltier – Phineas and Ferb - Sparky – Cosmo und Wanda – Wenn Elfen helfen - Schwabbel – Willkommen in Gravity Falls Lieblings-Reality-Show - American Idol - The Voice - America’s Got Talent - WipeOut – Heul nicht, lauf! |

### Film
| Lieblings-Kinofilm - Die Tribute von Panem – Catching Fire - Iron Man 3 - Die fantastische Welt von Oz - Die Schlümpfe 2 Lieblings-Schauspielerin - Sandra Bullock – Gravity - Mila Kunis – Die fantastische Welt von Oz - Jennifer Lawrence – Die Tribute von Panem – Catching Fire - Jayma Mays – Die Schlümpfe 2 Lieblings-Schauspieler - Johnny Depp – Lone Ranger - Robert Downey Jr. – Iron Man 3 - Neil Patrick Harris – Die Schlümpfe 2 - Adam Sandler – Kindsköpfe 2 Lieblings-Animationsfilm - Wolkig mit Aussicht auf Fleischbällchen 2 - Ich – Einfach unverbesserlich 2 - Die Eiskönigin – Völlig unverfroren - Die Monster Uni | Lieblings-Stimme - Steve Carell – Ich – Einfach unverbesserlich 2 - Miranda Cosgrove – Ich – Einfach unverbesserlich 2 - Billy Crystal – Die Monster Uni - Katy Perry – Die Schlümpfe 2 Lieblings-Verklopperin - Sandra Bullock – Gravity - Jennifer Lawrence – Die Tribute von Panem – Catching Fire - Evangeline Lilly – Der Hobbit: Smaugs Einöde - Jena Malone – Die Tribute von Panem – Catching Fire Lieblings-Verklopper - Johnny Depp – Lone Ranger - Robert Downey Jr. – Iron Man 3 - Hugh Jackman – Wolverine: Weg des Kriegers - Dwayne Johnson – G.I. Joe – Die Abrechnung |

### Musik
| Lieblings-Band - Maroon 5 - One Direction - OneRepublic - Macklemore & Ryan Lewis Lieblings-Sängerin - Lady Gaga - Selena Gomez - Katy Perry - Taylor Swift | Lieblings-Sänger - Bruno Mars - Pitbull - Justin Timberlake - Pharrell Williams Lieblings-Lied - I Knew You Were Trouble – Taylor Swift - Roar – Katy Perry - Story of My Life – One Direction - Wrecking Ball – Miley Cyrus |

### Andere
| Lieblings-Buchreihe - Gregs Tagebuch von Jeff Kinney - Harry Potter von J. K. Rowling - Die Tribute von Panem von Suzanne Collins - Der Hobbit von J. R. R. Tolkien Lieblings-Apps - Angry Birds Star Wars II - Candy Crush Saga - Ich – Einfach unverbesserlich 2: Minion Rush - Temple Run 2 Lieblings-Comedystar - Kaley Cuoco - Kevin Hart - Andy Samberg - Sofía Vergara Lieblings-Videospiel - Angry Birds Star Wars II - Disney Infinity - Just Dance 2014 - Minecraft | Lieblings-Athleten-Begeisterte - Dwight Howard - Cam Newton - David Ortiz - Richard Sherman Lieblings-Fans - Arianators - Directioners - JT Superfans - Selenators Lieblings-KCA-Stunt - Slime-Badewannenrennen - Slime-Rodeo - Slime-Hindernisstrecke |

### Lebenswerk
- Dan Schneider

### Lieblingsstar: Deutschland, Österreich, Schweiz
Zusätzlich zu den US-amerikanischen Kategorien konnte im deutschsprachigen Raum für den Lieblingsstar: Deutschland, Österreich, Schweiz gestimmt werden. Diese Auszeichnung wurde ebenfalls in Los Angeles vergeben.
- Elyas M’Barek
- Luca Hänni
- Daniele Negroni
- Thomas Müller